# Copa del Mundo de ciclismo en pista de 2003
La Copa del Mundo de ciclismo en pista de 2003 es la 11.ª edición de la Copa del Mundo de ciclismo en pista. Se celebra del Del 14 de febrero al 18 de mayo de 2003 con la disputa de cuatro pruebas.

## Pruebas
| Fecha                    | Lugar           |
| ------------------------ | --------------- |
| 13-16 de febrero de 2003 | Moscú           |
| 12-14 de marzo de 2003   | Aguascalientes  |
| 9-11 de abril de 2003    | Ciudad del Cabo |
| 14-16 de mayo de 2003    | Sídney          |

## Resultados

### Masculinos
| Evento                  | Ganador                                                                 | Segundo                                                   | Tercero                                                                  |
| Moscú                   | Moscú                                                                   | Moscú                                                     | Moscú                                                                    |
| ----------------------- | ----------------------------------------------------------------------- | --------------------------------------------------------- | ------------------------------------------------------------------------ |
| Keirin                  | René Wolff                                                              | Josiah Ng Onn Lam                                         | Ivan Vrba                                                                |
| Km. contrarreloj        | Stefan Nimke                                                            | Theo Bos                                                  | Grzegorz Krejner                                                         |
| Velocidad               | Laurent Gané                                                            | Pavel Buráň                                               | Jaroslav Jeřábek                                                         |
| Velocidad por equipos   | José Antonio Escuredo Salvador Melià José Antonio Villanueva            | Grzegorz Krejner Lukasz Kwiatkowski Grzegorz Trębski      | Yuichiro Kamiyama Tomohiro Nagatsuka Toshiaki Fushimi                    |
| Persecución             | Sergi Escobar                                                           | Jens Lehmann                                              | Volodymyr Dyudya                                                         |
| Persecución por equipos | Alexander Serov Serguéi Klímov Alekséi Márkov Nikita Eskov              | Jens Lehmann Guido Fulst Sebastian Siedler Christian Bach | Roman Kononenko Volodymyr Dyudya Sergiy Chernyavskyy Volodymyr Zagorodny |
| Puntuación              | Matthew Gilmore                                                         | Joan Llaneras                                             | Mijaíl Ignátiev                                                          |
| Scratch                 | Robert Slippens                                                         | Alex Rasmussen                                            | Franck Perque                                                            |
| Madison                 | Guido Fulst Andreas Müller                                              | Robert Slippens Danny Stam                                | Jimmy Hansen Alex Rasmussen                                              |
| Aguascalientes          |                                                                         |                                                           |                                                                          |
| Keirin                  | Keiichiro Yaguchi                                                       | Jan van Eijden                                            | Jaroslav Jeřábek                                                         |
| Km. contrarreloj        | Jamie Staff                                                             | Sören Lausberg                                            | Wilson Meneses                                                           |
| Velocidad               | Mark French                                                             | Jamie Staff                                               | Arnaud Duble                                                             |
| Velocidad por equipos   | Arnaud Duble Matthieu Mandard François Pervis                           | Jaroslav Jeřábek Peter Bazalik Jan Lepka                  | Sören Lausberg Matthias John Jan van Eijden                              |
| Persecución             | Vasil Kirienka                                                          | Hayden Godfrey                                            | Paul Manning                                                             |
| Persecución per equipos | Alexander González José Serpa Carlos Alzate Juan Pablo Forero           | Bryan Steel Tony Gibb Paul Manning Steven Cummings        | Vasil Kirienka Yauhen Sobal Viktor Rapinski Siarhei Daubniuk             |
| Puntuación              | Leonardo Duque                                                          | Juan Esteban Curuchet                                     | Chris Newton                                                             |
| Scratch                 | Miquel Alzamora                                                         | Franco Marvulli                                           | Walter Fernando Pérez                                                    |
| Madison                 | Juan Esteban Curuchet Walter Pérez                                      | Joan Llaneras Miquel Alzamora                             | Franck Perque Jerome Neuville                                            |
| Ciudad del Cabo         |                                                                         |                                                           |                                                                          |
| Keirin                  | José Antonio Escuredo                                                   | Martin Benjamin                                           | Peter Bazálik                                                            |
| Km. contrarreloj        | Chris Hoy                                                               | Stefan Nimke                                              | Shane Kelly                                                              |
| Velocidad               | Mickaël Bourgain                                                        | Jaroslav Jeřábek                                          | Jan van Eijden                                                           |
| Velocidad por equipos   | Chris Hoy Jason Queally Jamie Staff                                     | Stefan Nimke Carsten Bergemann Matthias John              | Ryan Bayley Shane Kelly Mark French                                      |
| Persecución             | Luke Roberts                                                            | Jérôme Neuville                                           | Sergi Escobar                                                            |
| Persecución por equipos | Alexandre Symonenko Volodymyr Dyudya Vitaliy Popkov Volodymyr Zagorodny | Bryan Steel Tony Gibb Paul Manning Kieran Page            | Ashley Hutchinson Luke Roberts Peter Dawson Mark Jamieson                |
| Puntuación              | Mark Renshaw                                                            | Andreas Müller                                            | Franck Perque                                                            |
| Scratch                 | Alexander Aeschbach                                                     | Jean-Pierre Van Zyl                                       | Jeroen Straathof                                                         |
| Madison                 | Juan Esteban Curuchet Walter Pérez                                      | Alexander Aeschbach Franco Marvulli                       | Joan Llaneras Isaac Gálvez                                               |
| Sídney                  |                                                                         |                                                           |                                                                          |
| Keirin                  | Jens Fiedler                                                            | Toshiaki Fushimi                                          | Ryan Bayley                                                              |
| Km. contrarreloj        | Shane Kelly                                                             | Mathieu Mandard                                           | Wilson Meneses                                                           |
| Velocidad               | René Wolff                                                              | Mark French                                               | Ross Edgar                                                               |
| Velocidad por equipos   | Toshiaki Fushimi Kiyofumi Nagai Tomohiro Nagatsuka                      | Ryan Bayley Shane Kelly Mark French                       | Jens Fiedler Michael Seidenbecher René Wolff                             |
| Persecución             | Mark Jamieson                                                           | Hayden Godfrey                                            | Guido Fulst                                                              |
| Persecución por equipos | Heath Blackgrove Hayden Godfrey Marc Ryan Lee Vertongen                 | Marc Altmann Guido Fulst Andreas Müller Leif Lampater     | Mark Jamieson Bradley Norton Chris Pascoe Christopher Sutton             |
| Puntuación              | Mijaíl Ignátiev                                                         | Volodímir Ribin                                           | Gregory Henderson                                                        |
| Scratch                 | Gregory Henderson                                                       | Roland Garber                                             | Andreas Müller                                                           |
| Madison                 | Guido Fulst Andreas Müller                                              | Rodney Mcgee Darren Young                                 | Gideon de Jong Geert Jan Jonkman                                         |

### Femeninos
| Evento                | Ganadora                                                | Segunda                                                  | Tercera                                             |
| Moscú                 | Moscú                                                   | Moscú                                                    | Moscú                                               |
| --------------------- | ------------------------------------------------------- | -------------------------------------------------------- | --------------------------------------------------- |
| Keirin                | Svetlana Grankovskaya                                   | Clara Sanchez                                            | Céline Nivert                                       |
| 500 m. contrarreloj   | Natallia Tsylinskaya                                    | Jiang Cuihua                                             | Katrin Meinke                                       |
| Velocidad             | Natallia Tsylinskaya                                    | Svetlana Grankovskaya                                    | Katrin Meinke                                       |
| Velocidad por equipos | Svetlana Grankovskaya Oksana Gríshina Tamil·la Abàssova | Irina Ianovich Lyudmyla Vypyraylo Sofiya Prychshepa      | Katrin Meinke Susan Panzer Christina Becker         |
| Persecución           | Katherine Bates                                         | Svetlana Ivahonenkava                                    | Olga Slyusareva                                     |
| Puntuación            | Olga Slyusareva                                         | Adrie Visser                                             | Lyudmyla Vypyraylo                                  |
| Scratch               | Lyudmyla Vypyraylo                                      | Juliette Vandekerckhove                                  | Adrie Visser                                        |
| Aguascalientes        |                                                         |                                                          |                                                     |
| Keirin                | Céline Nivert                                           | Li Na                                                    | Tanya Lindenmuth                                    |
| 500 m. contrarreloj   | Natallia Tsylinskaya                                    | Nancy Contreras                                          | Tanya Lindenmuth                                    |
| Velocidad             | Natallia Tsylinskaya                                    | Tanya Lindenmuth                                         | Nancy Contreras                                     |
| Velocidad por equipos | Elena Tchalykh Oksana Gríshina Yulia Aroustamova        | Yvonne Hijgenaar Vera Koedooder Anouska van der Zee      | Solo 2 participantes                                |
| Persecución           | Sarah Ulmer                                             | Erin Mirabella                                           | Rasa Mažeikytė                                      |
| Puntuación            | Elena Tchalykh                                          | Belem Guerrero                                           | Vera Koedooder                                      |
| Scratch               | Elena Tchalykh                                          | Eleonora Soldo                                           | Belem Guerrero                                      |
| Ciudad del Cabo       |                                                         |                                                          |                                                     |
| Keirin                | Daniela Larreal                                         | Katrin Meinke                                            | Diana García                                        |
| 500 m. contrarreloj   | Nancy Contreras                                         | Natallia Tsylinskaya                                     | Jiang Cuihua                                        |
| Velocidad             | Svetlana Grankovskaya                                   | Katrin Meinke                                            | Jiang Cuihua                                        |
| Velocidad por equipos | Katrin Meinke Susan Panzer Kathrin Freitag              | Svetlana Grankovskaya Tamilla Abassova Yulia Aroustamova | Kerrie Meares Anna Meares Rochelle Gilmore          |
| Persecución           | Karin Thürig                                            | Christina Becker                                         | Gema Pascual                                        |
| Puntuación            | Svetlana Ivakhonenkova                                  | Vera Carrara                                             | Cathy Moncassin-Prime                               |
| Scratch               | Yulia Aroustamova                                       | Gema Pascual                                             | Alison Wright                                       |
| Sídney                |                                                         |                                                          |                                                     |
| Keirin                | Rosealee Hubbard                                        | Kerrie Meares                                            | Christin Muche                                      |
| 500 m. contrarreloj   | Nancy Contreras                                         | Jiang Yonghua                                            | Yvonne Hijgenaar                                    |
| Velocidad             | Nancy Contreras                                         | Victoria Pendleton                                       | Lori-Ann Muenzer                                    |
| Velocidad por equipos | Kerrie Meares Rosealee Hubbard Rochelle Gilmore         | Oksana Gríshina Tamilla Abassova Yulia Aroustamova       | Irina Ianòvitx Lyudmyla Vypyraylo Sofiya Prychshepa |
| Persecución           | Sarah Ulmer                                             | Diana Žiliūtė                                            | Amy Safe                                            |
| Puntuación            | Vera Carrara                                            | Marion Clignet                                           | Sarah Ulmer                                         |
| Scratch               | Victoria Pendleton                                      | Rochelle Gilmore                                         | Sarah Ulmer                                         |

## Clasificaciones

### Países
| Rang | País/Equip     | Moscou | Aguascalientes | Ciutat del Cap | Sídney | Total |
| ---- | -------------- | ------ | -------------- | -------------- | ------ | ----- |
| 1    | Alemania       |        |                |                |        | 379   |
| 2    | Australia      |        |                |                |        | 336   |
| 3    | Francia        |        |                |                |        | 288   |
| 4    | Rusia          |        |                |                |        | 265   |
| 5    | Países Bajos   |        |                |                |        | 229   |
| 6    | Reino Unido    |        |                |                |        | 182   |
| 7    | España         |        |                |                |        | 175   |
| 8    | Ucrania        |        |                |                |        | 174   |
| 9    | Nueva Zelanda  |        |                |                |        | 131   |
| 10   | Estados Unidos |        |                |                |        | 131   |

### Masculinos
| Pos. | Ciclista              | Mos | Agu | Cap | Syd | Pts |  |
| 1.   | Josiah Ng On Lam      |     |     |     |     |     |  |
| 2.   | José Antonio Escuredo |     |     |     |     |     |  |
| 3.   | Ryan Bayley           |     |     |     |     |     |  |

| Pos. | Ciclista     | Mos | Agu | Cap | Syd | Pts |
| 1.   | Stefan Nimke |     |     |     |     |     |
| 2.   | Ahmed López  |     |     |     |     |     |
| 3.   | Shane Kelly  |     |     |     |     |     |

| Pos. | Ciclista         | Mos | Agu | Cap | Syd | Pts |
| 1.   | Mark French      |     |     |     |     |     |
| 2.   | Jaroslav Jeřábek |     |     |     |     |     |
| 3.   | Pavel Buráň      |     |     |     |     |     |

| Pos. | Ciclista       | Mos | Agu | Cap | Syd | Pts |
| 1.   | Hayden Godfrey |     |     |     |     |     |
| 2.   | Sergi Escobar  |     |     |     |     |     |
| 3.   | Luke Roberts   |     |     |     |     |     |

| Pos. | Equip    | Mos | Agu | Cap | Syd | Pts |
| 1.   | Japón    |     |     |     |     |     |
| 2.   | Alemania |     |     |     |     |     |
| 3.   | Francia  |     |     |     |     |     |

| Pos. | Equip    | Mos | Agu | Man | Cap | Pts |
| 1.   | Alemania |     |     |     |     |     |
| 2.   | Rusia    |     |     |     |     |     |
| 3.   | Ucrania  |     |     |     |     |     |

| Pos. | Ciclista          | Mos | Agu | Cap | Syd | Pts |
| 1.   | Roland Garber     |     |     |     |     |     |
| 2.   | Noriyuki Iijima   |     |     |     |     |     |
| 3.   | Gregory Henderson |     |     |     |     |     |

| Pos. | Ciclista     | Mos | Agu | Cap | Syd | Pts |
| 1.   | Alemania     |     |     |     |     |     |
| 2.   | Argentina    |     |     |     |     |     |
| 3.   | Países Bajos |     |     |     |     |     |

#### Puntuación
| Pos. | Ciclista        | Mos | Agu | Cap | Syd | Pts |
| 1.   | Mijaíl Ignátiev |     |     |     |     |     |
| 2.   | Volodímir Ribin |     |     |     |     |     |
| 3.   | Juan Curuchet   |     |     |     |     |     |

### Femeninos
| Pos. | Ciclista              | Mos | Agu | Cap | Syd | Pts |
| 1.   | Céline Nivert         |     |     |     |     |     |
| 2.   | Svetlana Grankovskaya |     |     |     |     |     |
| 3.   | Daniela Larreal       |     |     |     |     |     |

| Pos. | Ciclista             | Mos | Agu | Cap | Syd | Pts |
| 1.   | Nancy Contreras      |     |     |     |     |     |
| 2.   | Natallia Tsylinskaya |     |     |     |     |     |
| 3.   | Lori-Ann Muenzer     |     |     |     |     |     |

| Pos. | Ciclista              | Mos | Agu | Cap | Syd | Pts |
| 1.   | Daniela Larreal       |     |     |     |     |     |
| 2.   | Svetlana Grankovskaya |     |     |     |     |     |
| 3.   | Natallia Tsylinskaya  |     |     |     |     |     |

| Pos. | Ciclista            | Mos | Agu | Cap | Syd | Pts |
| 1.   | Sarah Ulmer         |     |     |     |     |     |
| 2.   | Anouska van der Zee |     |     |     |     |     |
| 3.   | Christina Becker    |     |     |     |     |     |

| Pos. | Ciclista           | Mos | Agu | Cap | Syd | Pts |
| 1.   | Vera Carrara       |     |     |     |     |     |
| 2.   | Marion Clignet     |     |     |     |     |     |
| 3.   | Lyudmyla Vypyraylo |     |     |     |     |     |

| Pos. | Ciclista           | Mos | Agu | Cap | Syd | Pts |
| 1.   | Gema Pascual       |     |     |     |     |     |
| 2.   | Lyudmyla Vypyraylo |     |     |     |     |     |
| 3.   | Adrie Visser       |     |     |     |     |     |

#### Velocidad por equipos
| Pos. | Ciclista  | Mos | Agu | Cap | Syd | Pts |
| 1.   | Rusia     |     |     |     |     |     |
| 2.   | Australia |     |     |     |     |     |
| 3.   | Ucrania   |     |     |     |     |     |

|}